# Kilnaboy
Kilnaboy ou Killinaboy ( en irlandais : Cill Iníne Baoith (L'église de la fille de Baoth)) est à la fois un village, un townland et une paroisse civile du comté de Clare, en Irlande.

## Géographie
Le village est situé à la frontière sud-est des collines calcaires du Burren et s'étend à la fois dans les basses terres au sud et dans les collines au nord (la montagne Mullaghmore).

De vastes étendues de tourbières se trouvent dans la partie est de la paroisse. Selon l'enquête de Lewis de 1837
", la zone est très diversifiée et agrémentée des lacs pittoresques d'Inchiquin et de Tadune, ce dernier n'étant qu'en partie dans la paroisse (une petite zone au sud-ouest se trouve dans la paroisse de Rath). Le lac d'Inchiquin mesure environ 4 km de circonférence ; il est situé au pied d'une chaîne de collines richement boisées, formant un beau contraste avec les roches composées de calcaire nu des environs."
Au recensement de 2011, Kilnaboy (le village) compte 347 habitants.

## La paroisse civile
Kilnaboy est une paroisse civile de la baronnie historique d'Inchiquin. Son chef-lieu, Corofin, est situé à l'extrémité sud de son territoire. La paroisse est mentionnée dans un texte relatif à la taxation papale de 1302-06.

## La paroisse ecclésiastique

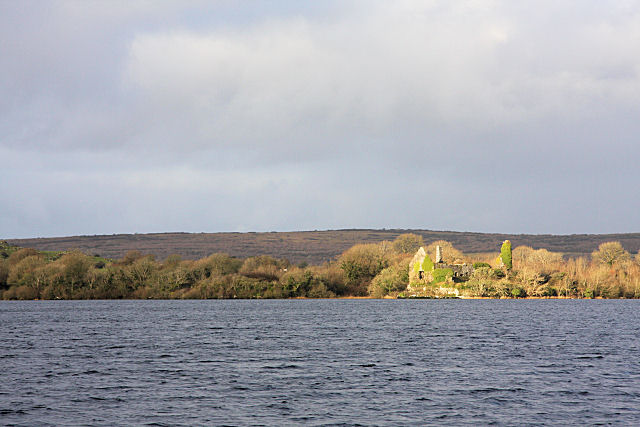
Le château d'Inchiquin, vu de la rive opposée du lac.

Kilnaboy fait partie de la paroisse de Corofin, Kilnaboy et Rath, dans le diocèse romain catholique de Killaloe. Trois églises ont été édifiées dans la paroisse : St Brigid's (Corofin), St Joseph's (Kilnaboy) et St Mary's (Rath).

### Lieux et monuments

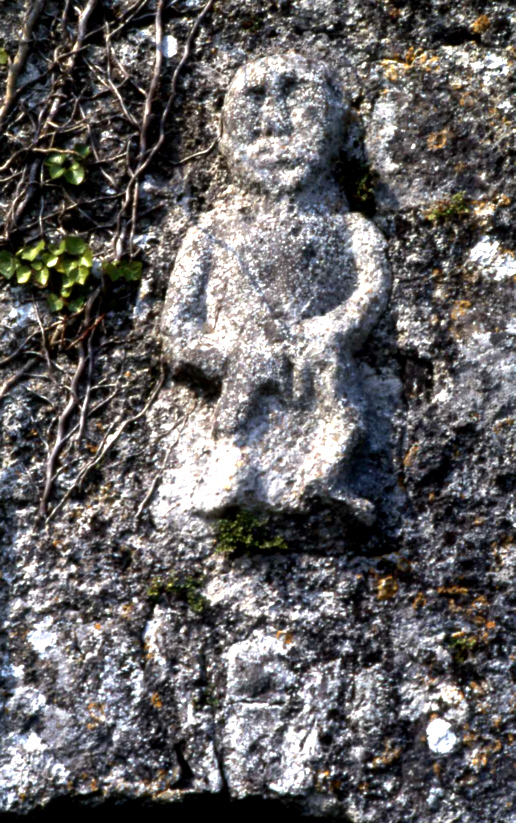
Sur l'église, Sheela na Gig.

Il y a plus de 300 monuments nationaux dans la région, dont le Leamaneh Castle et le fort de pierre de Cahercommaun. Sur Roughan Hill, se trouvent des structures préhistoriques dont plusieurs tombes en coin, en particulier celle de (en) Parknabinnia. D'autres sont situées dans les townlands de Tullycommon et Slievenaglasha.
Kilnaboy possède une église médiévale d'origine du XIe siècle, réparée en 1715. L'église comprend un Sheela na Gig (possible symbole médiéval de fertilité) au-dessus de la porte et une croix sur le pignon. Une tour ronde est visible à proximité.
Une grande partie du territoire constitue le "parc national du Burren", situé dans la paroisse de Kilnaboy, mais il s'étend également dans d'autres paroisses voisines. Il est parfois visité par des botanistes et des archéologues.
La résidence Glanquin, à Kilnaboy, a été utilisée comme extérieur de "Craggy Island Parochial House" dans la série comique Father Ted.
Les châteaux de Leamaneh, d'Inchiquin (à Corofin) et Ballyportry sont situés dans la paroisse. Ballyportry est entièrement restauré, tandis que les deux autres sont en ruines. Sur d'autres sites se trouvent Cross Inneenboy (une croix du XIIe siècle) et Cashlaungar (un fort circulaire en pierre situé sur la route de Carran).

## Personnalités locales
- Tony Killeen (1952 - ), ancien ministre de la défense, résidant à Kilnaboy[réf. nécessaire] ;
- Francis G. Neylon, musicien traditionnel irlandais (flûte, piccolo), né à Kilnaboy en 1921, dans la maison appelée Tigh Éamoin[10] ;
- Michael Sonny Murphy, Ballycashen, Kilnaboy, coureur irlandais du 3 000 m en steeple-chase (demi-fond) aux jeux olympiques de 1932 à Los Angelès. En sa mémoire, une course de 10 miles est organisée tous les ans.[citation nécessaire]